# Kerényi Gábor
Kerényi Gábor (Salgótarján, 1987. szeptember 7. –) magyar labdarúgó, védő. Jelenleg a Salgótarjáni BTC játékosaként szerepel.